# Dead by April
Dead by April es una banda de metalcore melódico procedente de Gotemburgo (Suecia), formada en febrero del 2007.

## Historia

### Inicios
Dead by April se formó en 2007, principalmente por Jimmie Strimmell (exvocalista del grupo de death metal melódico Nightrage), que quería hacer un nuevo proyecto que consideraba que no pegaba con su anterior grupo. En sus inicios pudo contar con la ayuda de Pontus Hjelm para poner en práctica su proyecto. Empezaron tocando en bares cercanos a Gotemburgo y sacaron dos demos, una en 2007 y la otra en 2008. En 2008 reciben los premios "Swedish Metal Awards" y "Bandit Rock Awards" (premio al mejor debutante) y firman un contrato con Universal Music.

### Primer álbum
Su primer sencillo "Losing You" fue estrenado el 6 de marzo de 2009 en su página de MySpace. La canción tuvo una gran aceptación por ser música de fondo de Expedition Robinson en 2009. El 13 de mayo de 2009, la banda lanzó su álbum debut Dead by April que contiene 13 canciones, once de las cuales son remasterizadas, mientras que las otras dos son nuevas.

### Directos
Dead by April ha participado en varias giras por Escandinavia y en numerosos festivales. También ha acompañado a Dark Tranquillity y Engel en una gira por Suecia y Noruega en otoño de 2008. En el verano de 2009 participaron en un festival en Knebworth (Inglaterra).

### 2010
El 23 de agosto el grupo comunica que Pontus Hjelm se marcha con el motivo de querer concentrarse más en su carrera como letrista (actualmente sigue escribiendo canciones para el grupo y es miembro espontáneo). Se despidió diciendo:
"The time has come for me to step aside from Dead by April. These years have been filled with new experiences, memorable moments and I have truly learned a lot. I will be forever grateful for getting the opportunity to have lived out the dream I had since I was a little boy and experienced something I'd never thought I would experience. I also deeply hope that Zandro gets the same magical and warm reception that I have gotten around everything with this band. My focus is now on my job as a full time songwriter, I will continue to write for the band and of course also for other artists and bands. 
Thank you all!
Love Pontus"
El 22 de octubre Dead by April sufre otra pérdida con la salida de Jimmie Strimmel.

### 2011

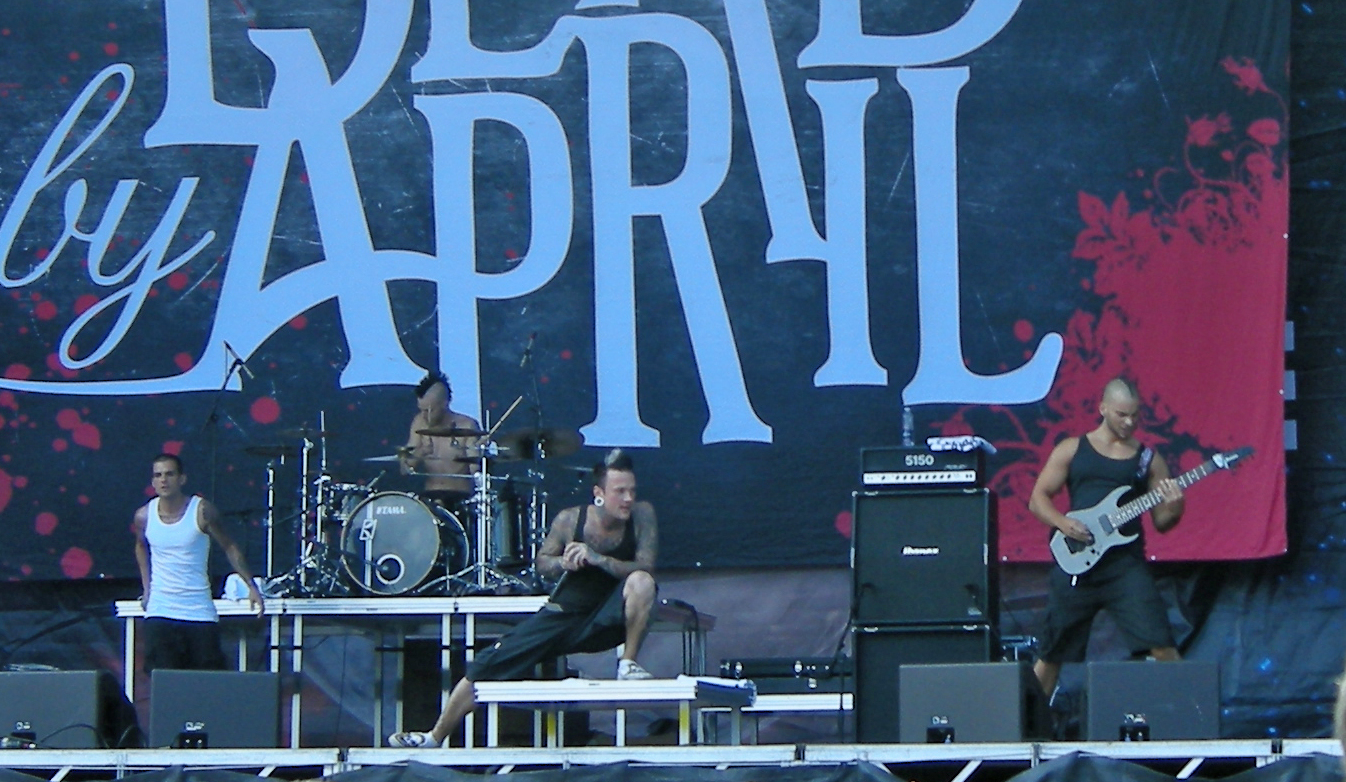
Dead By April en Sonisphere Festival, Estocolmo, 2011.

En enero de 2011, DBA lanza un álbum recopilatorio que incluye versiones de temas anteriores, así como temas bonus y un tema nuevo, "More Than Yesterday". Se anuncia que pronto estará listo un segundo álbum de estudio, cuyo primer sencillo se denomina "Within My Heart", el cual también incluirá 2 temas más: "Two Faced" y una versión regrabada de "Unhateable". También se anuncia la salida del próximo álbum "Incomparable", para el 21 de septiembre, de 2011.

### 2012
En febrero participaron en el Melodifestivalen 2012, el proceso de selección de Suecia para el Festival de la Canción de Eurovisión con la canción "Mystery". En ese momento Pontus Hjelm pasó de nuevo a ser miembro estable del grupo. En la primera semifinal fueron una de las dos actuaciones más votadas, lo que les valió el pase directo a la final (donde obtuvieron la séptima posición).
Nuevo álbum y álbum recopilatorio y DVD en vivo (2012)
Dead By April actuó en el Melodifestivalen a principios de 2012 y entró en las finales, donde quedó en el séptimo puesto con la canción "Mystery". El grupo también dijo que estaba trabajando en un nuevo álbum y que Pontus Hjelm se había reincorporado oficialmente. Volvieron a grabar una canción que originalmente era una demo llamada "Found Myself In You" para pledgers en su sitio PledgersMusic.
Asimismo, anunciaron que lanzarían un álbum recopilatorio a principios de 2013. 

### 2013
El 25 de febrero de 2013, Dead by April obtuvo el número de Pledgers necesario para financiar el lanzamiento del DVD en vivo, que salió a la venta el 13 de marzo.
El 18 de marzo, el grupo confirmó que Jimmie Strimell ya no formaba parte de la banda. Christoffer Andersson, exvocalista de gira de Sonic Syndicate y miembro actual de What Tomorrow Brings, lo sustituyó. La banda también declaró que habría un nuevo álbum, otro EP y una gira en marcha.
En su página web oficial se anunció el lanzamiento de su nuevo sencillo: "Freeze Frame", disponible para descargarse en Itunes, Amazon, Spotify y otras plataformas.

### 2014
En noviembre de 2013, Dead by April anunció que preveían lanzar su nuevo álbum, Let the World Know, para mediados de febrero de 2014. Más tarde ese mismo mes, se confirmó que la fecha del lanzamiento oficial del álbum sería el 12 de febrero de 2014. 
La banda lanzó un nuevo sencillo el 6 de diciembre de 2013 titulado As A Butterfly. Poco después del lanzamiento de Let the World Know, el baterista original Alexander Svenningson dejó la banda y fue reemplazado rápidamente por Marcus Rosell, anteriormente miembro de Ends With A Bullet. 
A finales de 2014, Zandro Santiago (el vocalista) dejó la banda por diferencias musicales y Pontus Hjelm pasó a encargarse de la voz limpia, además de la guitarra y de los teclados.

### 2016
En agosto de 2016 se anunció un nuevo álbum, cuyo primer sencillo "Breaking Point" salió a finales del mismo año.

### 2017
El 27 de enero de 2017 la banda lanza el segundo sencillo de su nuevo álbum, "My Heart is Crushable". Finalmente, el 7 de abril se publicó el que hasta ahora es su último álbum de estudio, Worlds Collide. Tras el lanzamiento Christoffer Andersson salió de la banda por motivos personales. Un mes después se anunció la vuelta de Jimmie Strimell, con el que volverían a grabar algunas canciones de su último disco.

### 2019
El 13 de enero se lanza la plataforma April Army, sitio web de la banda con contenido exclusivo bajo suscripción donde publican reediciones de algunas de sus canciones como "As a Butterfly", "Beautiful Nightmare"... con Jimmie y Pontus.

### 2020
El 2 de marzo, Pontus Hjelm publica en la plataforma April Army y en redes sociales la marcha de Jimmie Strimell por sus problemas con la adicción a la bebida y otros asuntos personales. En esta ocasión, lo ha sustituido Christopher Kristensen del grupo Demotional.

### 2023
El 5 de Julio la banda notifica en su página April Army y redes sociales sobre postponer el nuevo album debido a las giras y cosas que han pasado, hasta el momento han sido subidas 2 canciones del Album, "Dreamlike" & "My Light"

## Discografía

### Álbumes
- Dead by April - 2009
- Incomparable - 2011
- Let The World Know - 2014
- Worlds Collide - 2017
- The Affliction - 2024

### Recopilatorios
- Stronger - 2011
- Freeze Frame Ep - 2013

### Demos
- "Holding On" (demo) - 2007
- "Where I Belong" (demo) - 2007
- "Found Myself In You" - 2008

### Sencillos
- Falling Behind (demo) - 2007
- Losing You - 2009
- What Can I Say - 2009
- Angels Of Clarity - 2009
- Love Like Blood (cover de Killing Joke)/Promise Me - 2010
- Within My Heart - 2011
- Lost - 2011
- Calling - 2011
- Mystery - 2012
- Freeze Frame - 2013
- As A Butterfly - 2013
- Breaking Point - 2016
- My Heart is Crushable - 2017
- Perfect The Way You Are - 2017
- Warrior - 2017
- Numb (cover de Linkin Park) - 2017
- Memory - 2020
- Bulletproof - 2020
- Heartbeat Failing - 2021
- Collapsing - 2021
- Anything At All - 2021
- Better Than You - 2022
- Me - 2022
- Wasteland (con The Day We Left Earth) - 2023
- Dreamlike - 2023
- My Light - 2023
- Hurricane (con The Day We Left Earth) - 2023
- Feeding Demons (con Self Deception) - 2023
- Break My Fall (con Samuel Ericsson) - 2023
- Outcome (con Smash Into Pieces y Samuel Ericsson) - 2024
- Parasite (con The Day We Left Earth y Cyhra) - 2024
- Brain Tissue - 2025
- Naked - 2025

## Miembros

### Actuales
- Marcus Wesslén – bajo, coros (2008 - 2014, 2014 - presente)
- Marcus Rosell – batería (2014 - presente)
- Pontus Hjelm - guitarra, teclados y voz limpia (2007 - 2010, 2011 - actualidad)
- Christopher Kirstensen - screaming (2020 - presente)

### Pasados
- Jimmie Strimell - screamer, vocalista (2007 - 2013, 2017 - 2020)
- Zandro Santiago - voces limpias (2010 - 2014)
- Alexander Svenningson -batería (2007 - 2014)
- Joel Nilsson - guitarra (2010)
- Jonas Ekdahl - batería (2010 - 2011)
- Johan Olsson - guitarra, screamer (2007 - 2010)
- Henric Carlsson - bajo (2007)
- Christoffer Stoffe Andersson - voz gutural (2013 - 2017)

Cronología